# Nimboa marroquina
Nimboa marroquina is een insect uit de familie van de dwerggaasvliegen (Coniopterygidae), die tot de orde netvleugeligen (Neuroptera) behoort. 
De wetenschappelijke naam Nimboa marroquina is voor het eerst geldig gepubliceerd door Monserrat in 1985.